# Cuthwulf dei Gewisse
Cuthwulf (noto anche come Cutha; Wessex, ... – 600 circa VI secolo) regnò sui Sassoni occidentali.
Suo padre era Cuthine. Suo nonno paterno era Ceawlin, re dei Gewisse. Ebbe un solo figlio, Ceolwald.